# Postulado AA

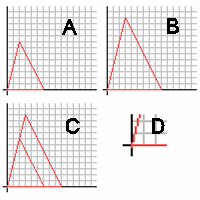
Congruencia de dos triángulos semejantes

En geometría euclídea, el postulado AA establece que dos triángulos son semejantes si tienen dos ángulos correspondientes congruentes.
Se deduce del hecho de que la suma de los ángulos interiores de un triángulo siempre es igual a 180°. Al conocer dos ángulos (como por ejemplo 32° y 64° grados), se puede determinar el tercer ángulo (en este caso, 84°, porque 180-(32+64)=84).  
Esta propiedad en ocasiones es denominada postulado AAA, lo que es cierto en todos los aspectos, pero para que se cumpla el postulado AA simplemente basta con la congruencia de tan solo dos ángulos correspondientes. 
El postulado se puede entender mejor trabajando en sentido inverso. Los dos triángulos en las cuadrículas A y B son semejantes (en este caso, con un escalado de 1.5 de A para obtener B). Si están alineados, como en la cuadrícula C, es evidente que los ángulos coincidentes con el origen son congruentes entre sí (D). También se sabe que los dos lados opuestos al origen son paralelos, porque los pares de lados a su alrededor son semejantes, dado que parten del mismo punto y se alinean entre sí. Entonces, se puede considerar que los lados que parten del origen forman un caso de ángulos entre paralelas, y por lo tanto, los ángulos correspondientes son congruentes. Usando este razonamiento es posible afirmar que triángulos semejantes poseen ángulos congruentes. 